# Пепа
Пепа е българска попфолк певица. Известна е и с прякора Пепа Секса, а първият ѝ голям успех е песента „Синя прашка“.

## Биография
Пепа е родена като Пенка Петрова Кръстанова на 18 август 1975 година в Благоевград. Завършва Националното училище за фолклорни изкуства „Широка лъка“ със специалност „Народно родопско пеене“. По това време тренира лека атлетика, но планира да се занимава професионално с музика. Учи пиано в продължение на 6 години.
През 1996 година започва да пее в Цюрих, Швейцария, с известни сръбски турбофолк изпълнители като Шабан Шаулич, Миле Китич и Драгана Миркович. Първия си албум „С теб и в съня“ издава със „Стефкос Мюзик“ през 1997 година, когато живее в Бургас, а според други източници през 2000 година. Следва[ неясно? ] песента „Синя прашка“, която носи на Пепа широка популярност. Печели награда за дебютна песен в конкурс на списание „Нов фолк“, както и приз на фестивала „Ромска солидарност“. През 2003 година записва няколко песни със студиото на радио „Веселина“ – „Бягай“, „Секси“ и „Студена“.
Пепа издава втория си албум „Синя прашка“ с „Голден Рекърдс“ през 2004 година. През 2007 година записва с румънския музикант Кости Ионита песента „Най-добрият“, която оглавява класацията на българската попфолк телевизия „Балканика ТВ“. След това започва работа с „Ара Мюзик“ и през 2008 година издава албума „Набелязвам те“. През септември същата година участва в конкурсната програма на фестивала „Пирин фолк“ в Сандански с песента „Тръгнало ми лудо-младо“. През 2012 година издава четвъртия си албум „Случаят си ти“.
През 2012 г. Пепа обявява, че подготвя издаването през есента на пети албум, след който планира да се оттегли от шоу бизнеса и да напусне България. Албумът така и не е издаден, което води до конфликт на певицата с издателите ѝ, които тя нарича „рекетьори“ и „музикално некомпетентни хора“. Тя заминава отново за Цюрих, където работи в сръбски заведения, а в началото на 2014 година подготвя издаването на албум в Белград. Към началото на 2021 година певицата живее заедно с дъщеря си в Швейцария.

## Дискография

### Студийни албуми
Списък със студийни албуми
| Заглавие       | Детайли за албума                                                        | Траклист |
| -------------- | ------------------------------------------------------------------------ | --- |
| С теб и в съня | - Издаден: 1997 или 2000 - Издател: Стефкос Мюзик - Формат: Аудио касета | - Остър завой - Дон Жуан - С теб и в съня - Кармелита - На сбогуване - Повярвай ми - Огледало - Обичам двама - Сълза на кръстопът - Обеща ми                                                                       |
| Синя прашка    | - Издаден: 2004 - Издател: Голден Рекърдс - Формат: CD                   | - Мъжка страст - Защо ли - Синя прашка - Храм от мъка - Секси ритъм - Кофти тръпка - Не, искам те - Маниашка лудост - От как те любя - Остър завой                                                                 |
| Набелязвам те  | - Издаден: август 2008 - Издател: Ара Мюзик - Формат: CD                 | - Евтини мераци - Набелязвам те - На живо - Еротична машина - Как го правиш (дует с Кости) - Къде си, батко - Еврокючек - Ти не си нормален - Спри ме - Секси - Късата пола - Студена - Най-добрият (дует с Кости) |
| Случаят си ти  | - Издаден: март 2012 - Издател: Ара Мюзик - Формат: CD                   | - Мистър Секси - Случаят си ти - Белег - Последна глупост - Признай си - Любовен режим - Открий ме - Ще полудея - Не вярвах - Не спирай - Последна глупост (ремикс)                                                |

### Песни извън албум
- Сто патрона (1999)
- Кавгичка (дует с Пламен) (2000)
- Бягай (2005)
- Тръгнало ми лудо, младо (2008)
- Zaslužila ja sam više (2010)
- Vrati me u život (2011)
- Mače moje (ft. Džepi) (2011)
- Pare, pare (2012)
- Q7 (2014)
- За къде си (2014)
- Sorry, baby (2016)
- Haneluk Es (дует със Suren Davtyan) (2016)

## Видеоклипове
| Видеоклип        | Премиера   | Албум         | Режисьор        |
| ---------------- | ---------- | ------------- | --------------- |
| Сто патрона      | 1999       | –             |                 |
| Бягай            | 2005       | –             |                 |
| Секси            | 2006       | Набелязвам те |                 |
| Студена          | 30.09.2006 | Набелязвам те |                 |
| Най-добрият      | 25.03.2007 | Набелязвам те |                 |
| Набелязвам те    | 06.12.2007 | Набелязвам те | Зоран Атанасов  |
| Евтини мераци    | 24.04.2008 | Набелязвам те | Красимир Илиев  |
| На живо          | 05.09.2008 | Набелязвам те | Красимир Илиев  |
| Любовен режим    | 17.06.2009 | Случаят си ти | Николай Нанков  |
| Последна глупост | 03.07.2010 | Случаят си ти | Иво Гергинов    |
| Белег            | 23.10.2010 | Случаят си ти | Тенчо Янчев     |
| Случаят си ти    | 30.04.2011 | Случаят си ти | Йордан Петков   |
| Pare, pare       | 20.04.2012 | –             | Йордан Петков   |
| Q7               | 25.01.2014 | –             | Иван Димитров   |
| За къде си       | 24.06.2014 | –             | Николай Скерлев |
| Sorry, baby      | 29.07.2016 | –             | Красимир Илиев  |
| Haneluk Es       | 23.12.2016 | –             |                 |